# 月光STORY
『月光STORY』（げっこうストーリー）とは、日本の音楽ユニットSCREEN modeのデビューシングル。2013年11月27日にランティスから発売された。

## 収録曲
- 全作詞:SCREEN mode　作曲・編曲:雅友

1. 月光STORY [4:51]
テレビ東京系アニメ『ぎんぎつね』エンディングテーマ。
2. フィロソフィー [4:12]
3. Re:Evolution [3:40]